# تلسکوپ بازتابی

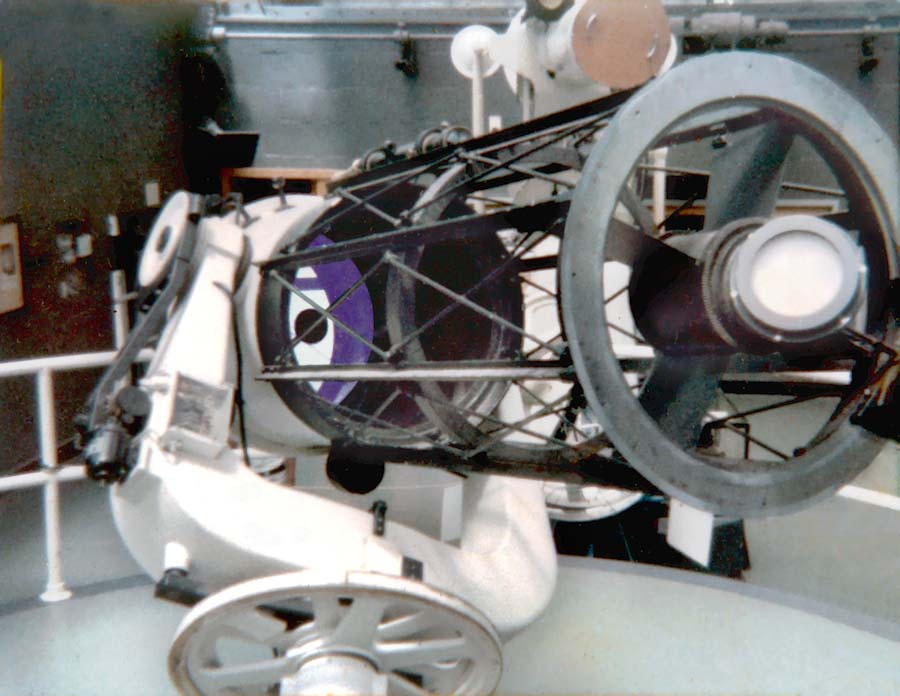
تلسکوپ ۲۴ اینچی نیوتونی/کاسگرین در موسسه فرانکلین.

یک تلسکوپ بازتابی نوعی از تلسکوپ است که با داشتن یک یا چند آینه خمیده به عنوان شیئی، نور را متمرکز و و در کانون خود تصویر حقیقی تولید می‌کند. این نوع تلسکوپ در سدهٔ هفدهم به عنوان جایگزینی بر تلسکوپ شکستی اختراع شد. تلسکوپ‌های شکستی به خاطر داشتن ابیراهی رنگی مشکلات زیادی به وجود می‌آوردند. اگرچه تلسکوپ بازتابی ابیراهی‌های دیگری دارد، اما این اجازه را می‌دهد که تلسکوپ‌هایی با قطر شیئی بالا ساخته شوند (در تلسکوپ انعکاسی عدسی شیئی وجود ندارد). تقریباً تمام تلکسوپ‌های بزرگ در اخترشناسی از نوع انعکاسی هستند و تلسکوپ‌های انعکاسی نیز انواع زیادی دارند.نام دیگر آن تلسکوپ نیوتونی است و مخترع آن آیزاک نیوتن بود